# Schloss Wölfelsdorf

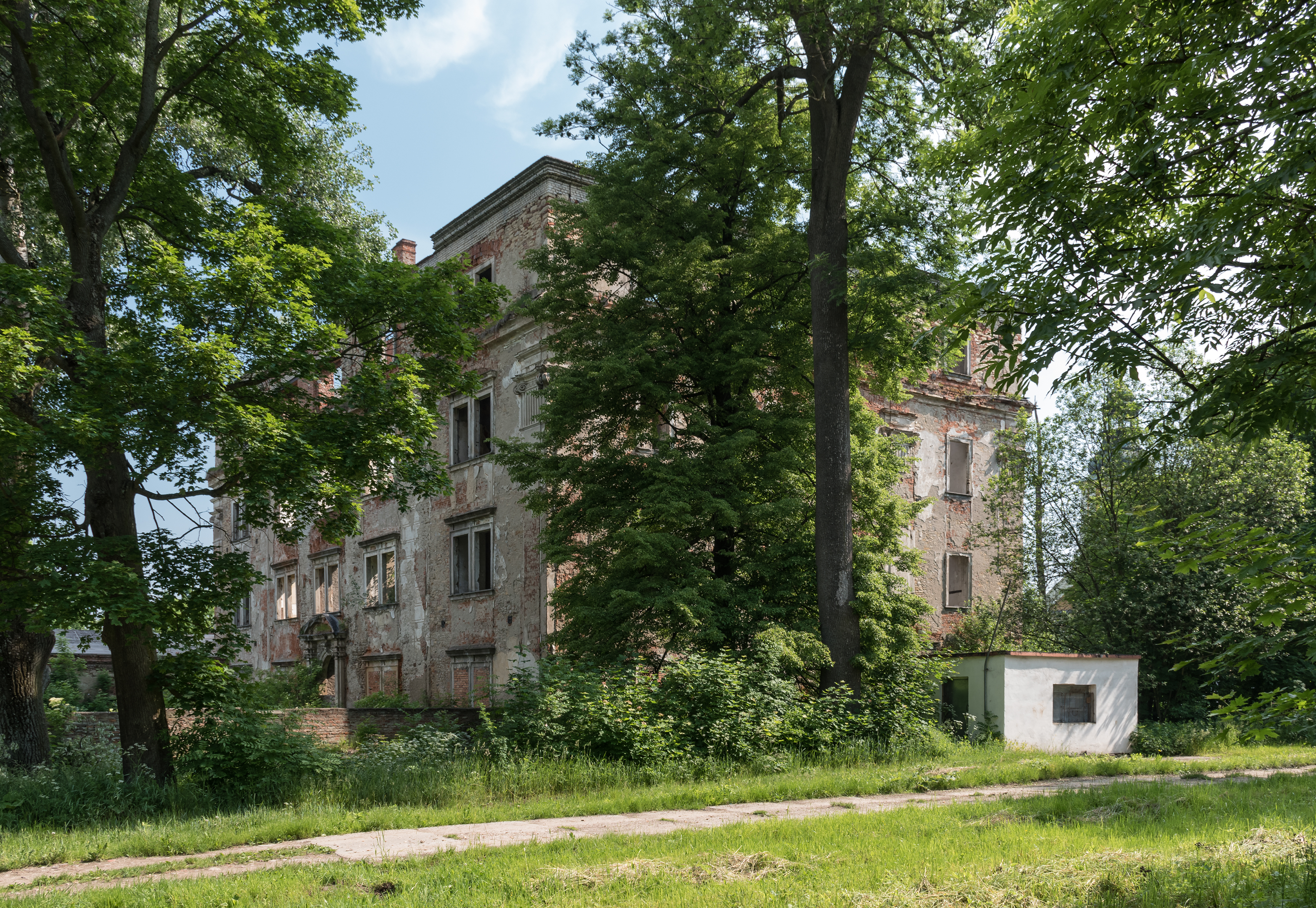
Schloss Wölfelsdorf

Das Schloss Wölfelsdorf (polnisch Pałac w Wilkanowie) befindet sich in Wilkanów (Wölfelsdorf) im Powiat Kłodzki in der Woiwodschaft Niederschlesien in Polen. Es war eines der größten und bedeutendsten Schlossanlagen der Grafschaft Glatz und gehörte seit der zweiten Hälfte des 17. Jahrhunderts bis 1945 den Reichsgrafen Althann.

## Geschichte
An der Stelle einer vormaligen Burg errichtete der Glatzer Landeshauptmann Michael Wenzel von Althann 1661–1686 das Schloss Wölfelsdorf. Es wurde nach Entwurf des Architekten Jacopo Carove geschaffen und diente als Sommersitz. Unter Michael Wenzel II. von Althann wurde das Schloss 1701 fertiggestellt. Um 1700 wurde auch ein barocker Garten angelegt, der in Terrassen zur Wölfel abfiel, wobei ein Wasserbassin die Hauptachse bildete. Jenseits der Wölfel befand sich der größere Teil des Gartens mit einem Ziergarten und einem Nutzgarten.
In den 1930er Jahren verwahrloste die Anlage zusehends. Im Zweiten Weltkrieg war das Schloss Auslagerungsort Berliner Archivbestände, u. a. für Himmlers geheime Akten, die von hier in das sowjetische Militärarchiv bei Moskau gelangten. Nachdem es als Folge des Kriegs 1945 zusammen mit fast ganz Schlesien an Polen gefallen war, wurde die Schlossanlage von der kommunistischen Landwirtschaftlichen Produktionsgenossenschaft als volkseigenes Gut genutzt. Ein Umbau zum Hotel wurde wegen des politischen Umbruchs 1989 abgebrochen. Im Jahr 1997 stürzte die oberste Geschossdecke ein und zerstörte den bis dahin erhaltenen Festsaal.

## Bauwerk
Im Inneren befand sich ein bemerkenswerter zweigeschossiger Ballsaal mit einer Flachkuppel, die von Frantz Bartsch gestaltet war. Das Schloss hatte eine reiche Pilastergliederung und ein hohes Mansarddach. Im Außenmauerwerk sind Reste der Bruchsteinmauern der vorherigen Wasserburg zu erkennen.

## Einzelbelege
1. ↑  Klaus Wiegrefe, Der Spiegel: Historiker über Himmler-Tagebücher: Einer der schlimmsten Massenmörder der Geschichte – Der Spiegel – Geschichte. Abgerufen am 2. April 2020.

Koordinaten: 50° 14′ 49,3″ N, 16° 41′ 31,6″ O